# En cowboy och en lady
En cowboy och en lady är en amerikansk film från 1938 i regi av H.C. Potter. Filmen tilldelades en Oscar för bästa ljud, och var även nominerad i kategorin bästa musik.

## Handling
Mary Smith har förbjudits av sin far att gå på nattklubb och andra nöjen sedan minsta skandal hon kan hamna i skulle kunna skada hans politiska karriär. Hon trotsar dock fadern och ger sig ut på blind date under falskt namn.

## Rollista
- Gary Cooper - Stretch
- Merle Oberon - Mary Smith
- Patsy Kelly - Katie Callahan
- Walter Brennan - Sugar
- Fuzzy Knight - Buzz
- Mabel Todd - Elly
- Henry Kolker - Horace
- Harry Davenport - Hannibal Smith
- Emma Dunn - Ma Hawkins
- Berton Churchill - Henderson